# Gobi
Die Wüste Gobi, oder kurz die Gobi (mongolisch Говь Gow, chinesisch 戈壁, Pinyin Gēbì), ist ein weiträumiges Trockengebiet in Zentralasien, in der Mongolei und der Volksrepublik China. Sie besteht aus zusammenhängenden, vielgestaltigen Wüsten- und Halbwüstenlandschaften. Charakteristisch sind insbesondere die extrem wasserarmen, meist steinigen und seltener sandigen Wüsten in China, sowie die lebensfreundlicheren, weiten Steppen in der Mongolei. Mit 2,3 Millionen km² ist sie eine der größten nichtpolaren Wüstenregionen der Erde.

## Geographie
Die Wüste Gobi ist ein riesiges Trockengebiet, das in mittleren Breitengraden auf dem Mongolischen Plateau im Innern des asiatischen Kontinents gelegen ist. Zu ihr gehören in Nordwest-China die zusammenhängenden Wüstenareale von Junggar Gobi, Gaxun Gobi, Alashan Shamo und Erdos Shamo, in der Süd-Mongolei die Trans-Altai-Gobi, sowie in der Südost- und Ost-Mongolei die Ost-Gobi bzw. Mongolische Gobi. Innerhalb dieser Wüstenregionen werden noch zahlreiche weitere Teilwüsten unterschieden. Grob umrissen wird sie von großen Gebirgsketten begrenzt. Das sind im Norden die Altai- und Changai-Gebirge, im Osten der Westrand der Da Hinggan-Gebirgskette, im Süden Qilian Shan und Bei Shan, im Westen die östlichen Ausläufer des Tian Shan. Nicht zur Wüste Gobi gehören die im Westen im Tarimbecken gelegenen Sandwüsten Kumtag, Lop Nor und Taklamakan. Diese sind zwar durch den Hexikorridor mit ihr verbunden, aber durch die Bergketten von Kuruktagh und Beishan von ihr getrennt.
Die Begrenzung der Wüste Gobi war lange Zeit nur vage definiert. Das Gebiet Xamo Desertum wurde zwar schon in einigen Karten aus dem 17. Jahrhundert als Streifen dargestellt, der klar begrenzt ist und von einer Reihe von Gebirgen umgeben wird, aber eine systematische Vermessung erfolgte erst zu Beginn des 21. Jahrhunderts. Unter Anwendung moderner naturwissenschaftlicher Kriterien wie des NDVI-Vegetationsindex können in Satellitenaufnahmen Wüsten identifiziert werden. So wurde festgestellt, dass die Grenze der Wüste Gobi unter dem Einfluss von sich verändernden anthropogenen und klimatischen Faktoren jedes Jahr variiert. Für das Jahr 1982 ergab sich eine Fläche von 1,16 Millionen km², die in den folgenden Jahren leicht abnahm. Für 1988 wurde ein plötzlicher Anstieg auf 1,57 Millionen km² festgestellt. Danach nahm die Fläche wieder deutlich ab, jedoch ohne den alten Wert zu erreichen. Es wird angenommen, dass dies die Folge des El Niño in den Jahren 1982/1983 sowie eines besonders warmen Winters und Frühlings 1989/1990 war. Eine neuere Untersuchung mit Satellitenaufnahmen, die auch einen Ariditätsindex zur Definition des Wüstengebiets heranzieht, ergab einen wesentlich größeren Wert für die Fläche. Für den Zeitraum von 2000 bis 2012 betrug die durchschnittliche Fläche 2,35 Millionen km². Dabei variierte der Wert zwischen 2,08 Millionen km² im Jahr 2009 und 2,47 Millionen km² im Jahr 2012. Damit ist die Wüste Gobi nach der Sahara und den Arabischen Wüsten eine der größten nichtpolaren Wüsten der Erde.

## Teilwüsten
| Die Gliederung der Wüste Gobi              | Die Gliederung der Wüste Gobi        | Die Gliederung der Wüste Gobi | Die Gliederung der Wüste Gobi |
| Wüstenregion                               | Teilwüste                            | Fläche km²                    | Niederschläge mm/a            |
| ------------------------------------------ | ------------------------------------ | ----------------------------- | ----------------------------- |
| Junggar Gobi (45° N, 88° O)                | Junggar Gobi (45° N, 88° O)          | 48.800                        | 70 – 150                      |
| Gaxun Gobi (42° N, 92° O)                  | Gaxun Gobi (42° N, 92° O)            | 83.860                        | ~20                           |
| Trans-Altai Gobi (44° N, 98° O)            | Nomingyyn Gobi (44° N, 95° O)        |                               | < 100                         |
| Trans-Altai Gobi (44° N, 98° O)            | Zahui Zarmangyyn Gobi (45° N, 96° O) |                               | < 100                         |
| Trans-Altai Gobi (44° N, 98° O)            | Shargyyn Gobi (46° N, 95° O)         |                               | < 100                         |
| Trans-Altai Gobi (44° N, 98° O)            | Honin Usnyy Gobi (46° N, 93° O)      |                               | < 100                         |
| Trans-Altai Gobi (44° N, 98° O)            | Khongoryn Els (44° N, 103° O)        |                               | 130                           |
| Alashan Shamo (Alxa-Wüste) (40° N, 103° O) | Badain Jaran Shamo (40° N, 102° O)   | 52.162                        | 35 – 115                      |
| Alashan Shamo (Alxa-Wüste) (40° N, 103° O) | Tengger Shamo (38° N, 104° O)        | 76.845                        |                               |
| Alashan Shamo (Alxa-Wüste) (40° N, 103° O) | Ulan Buh Shamo (40° N, 106° O)       | 24.422                        |                               |
| Alashan Shamo (Alxa-Wüste) (40° N, 103° O) | Galbyyn Gobi (43° N, 107° O)         |                               |                               |
| Alashan Shamo (Alxa-Wüste) (40° N, 103° O) | Borzongyyn Gobi (42° N, 105° O)      |                               |                               |
| Alashan Shamo (Alxa-Wüste) (40° N, 103° O) | Zag Suujyyn Gobi                     |                               |                               |
| Alashan Shamo (Alxa-Wüste) (40° N, 103° O) | Uushyyn Gobi                         |                               |                               |
| Erdos Shamo (39° N, 109° O)                | Kubuqi Shamo (40° N, 109° O)         | 26.984                        | 240 – 360                     |
| Erdos Shamo (39° N, 109° O)                | Mu Us Shadi (39° N, 109° O)          | 55.683                        | 250 – 400                     |
| Ost Gobi (44° N, 111° O)                   | Ööshiin Els (45° N, 107° O)          |                               |                               |
| Ost Gobi (44° N, 111° O)                   | Ööshiin Gobi (44° N, 109° O)         |                               |                               |
| Ost Gobi (44° N, 111° O)                   | Dalay Els (44° N, 111° O)            |                               |                               |
| Ost Gobi (44° N, 111° O)                   | Ar Jiremiïn Gobi (46° N, 112° O)     |                               |                               |
| Ost Gobi (44° N, 111° O)                   | Hulun Buir Shadi (49° N, 119° O)     | 29.200                        | 250 – 350                     |
| Ost Gobi (44° N, 111° O)                   | Ujimqin Sandland (45° N, 116° O)     | 26.017                        |                               |
| Ost Gobi (44° N, 111° O)                   | Otindag Sandland (42° N, 115° O)     | 29.220                        | 200 – 350                     |
| Ost Gobi (44° N, 111° O)                   | Horqin Shadi (43° N, 119° O)         | 52.300                        | 360                           |
| Ost Gobi (44° N, 111° O)                   | Hunshandake Shadi (43° N, 115° O)    | 127.760                       |                               |
| Ost Gobi (44° N, 111° O)                   | Bayan Ondor (42° N, 110° O)          | 105.184                       |                               |

### Bejschan
Die Bejschan (auch Beishan) ist eine vor allem gebirgige Wüste, sie wird daher manchmal auch als Gebirge eingeordnet. Sie stellt eine Verknüpfung zwischen der Steppe Gobi im Osten und dem Tarimbecken im Westen dar.
Monod klassifizierte Bejschan als eigene Wüste, da hier bestimmte Tier- und Pflanzenarten vorkommen, und sie somit ein eigenes Ökosystem bildet. Dazu kommt die eigene geologische Struktur. Abgegrenzt wird das Gebiet im Süden durch das Nanschan-Gebirge, im Norden durch die mongolische Grenze, im Osten durch den Flusslauf des Edsin Gol, dahinter schließt sich die Alashan an.
Durch die Wüste verläuft heute eine Schnellstraße als Verbindung von Xinjiang mit dem östlichen China.

### Alashan

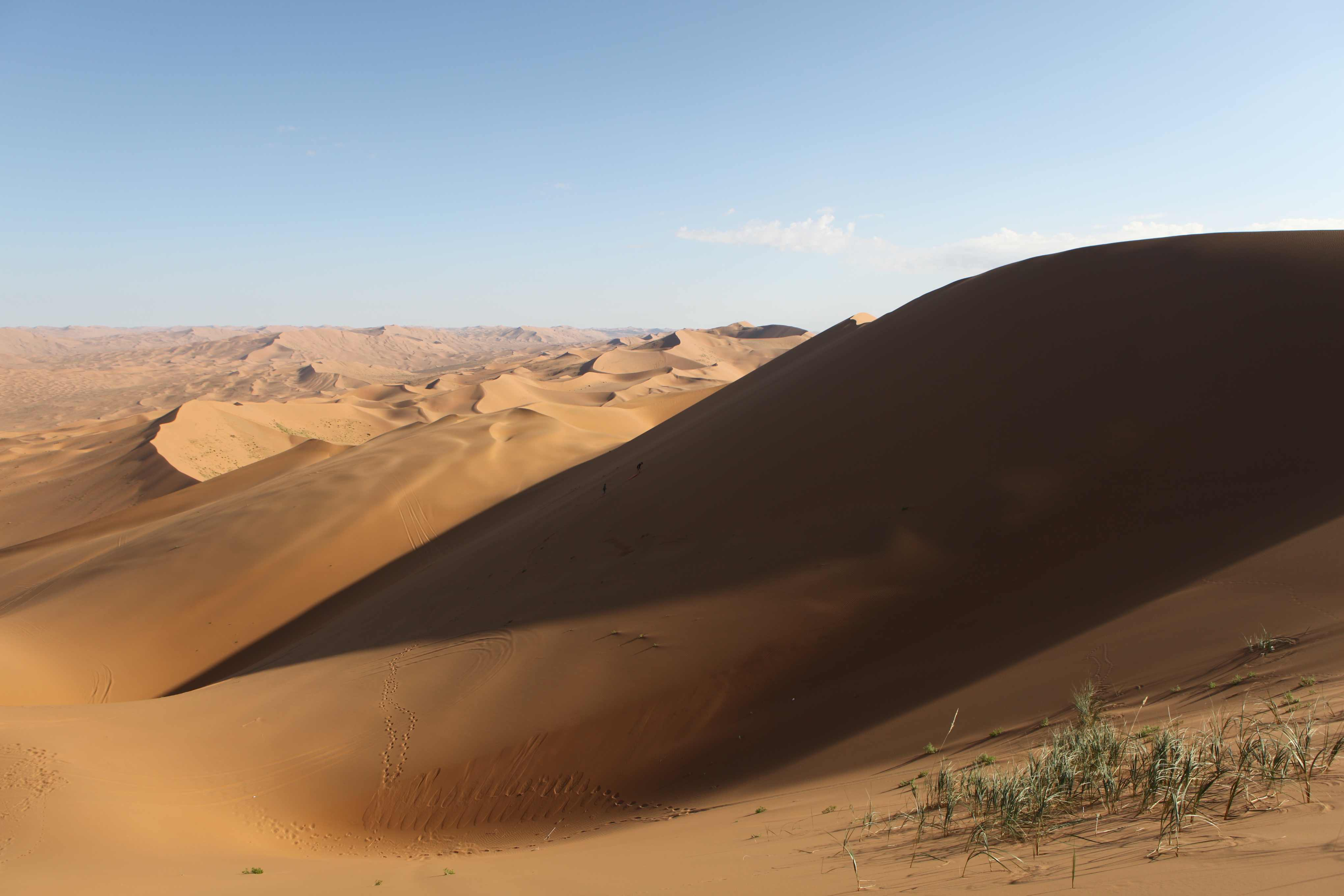
Sandwüsten mit Dünen oder Sandflächen, wie z. B. hier die Badain Jaran Wüste in China, wechseln sich mit der Steinwüste ab.

Die Alashan (auch Alaschan, mongolisch Alxa) ist eine Sandwüste südwestlich der Gobi, die in China mit den Teilwüsten-Namen Tengger (Tenggeli Shamo) und Badain Jaran (Badanjilin Shamo/Badan Jilin Shamo) bezeichnet wird. Sie wird im Süden durch die Verlängerung des Nanschan-Gebirges abgegrenzt, im Südosten durch den Gelben Fluss, im Osten durch das Alxa- bzw. Helan-Shan-Gebirge, nördlich davon wiederum durch den Gelben Fluss. Im Norden reicht sie bis an die mongolische Grenze, im Westen schließt sich die Bejschan an. Die Landschaft hat eine allgemeine Höhe von 1000 bis 1500 m. Im Badain Jaran liegt der Biluthu, der höchste Sandberg der Welt mit 1610 Metern Höhe.
Die Namensgebung ist umstritten, da manche Wissenschaftler den Begriff „Alashan-Gobi“ verwenden und sie als Teil der Gobi ansehen. Dabei soll „Gobi“ allerdings für die Form der Fels- und Geröllwüste stehen. Teilweise wird der Begriff Alashan selbst vermieden. Stattdessen wird die Region weiter in die Wüsten Badain Jaran und Tengger (mongolisch: „weiter Himmel“) unterteilt.
Laut dem Forscher Prschewalski ist die Alashan eine Ebene, die wahrscheinlich einmal das Bett eines großen Sees oder Meeres bildete. Er folgerte dies aus der ebenen Form der Region insgesamt und den Salztonebenen samt Salzseen in den tiefsten Teilen. Insbesondere in der Tengger-Wüste ist über hunderte Kilometer nichts als bloßer Sand zu sehen; daher auch die mongolische Bezeichnung „Tengger“ für weiter Himmel. Es gibt in der Alashan fast keine Oasen. Nahe den angrenzenden Gebirgen ist anstelle des gelben Sandes auch Kies zu finden.
Im westlichen Teil der Alashan gibt es Dünen, die bis zu 520 m hoch (Biluthu) sind und somit die höchsten Dünen der Erde darstellen. Von den 140 Salzseen, die zwischen den Dünen zu finden sind, gelten einige den Mongolen als heilig. Daher befinden sich hier auch lamaistische Klöster. Die Einwohner sind heute vor allem Han, Mongolen und Hui.

## Klima

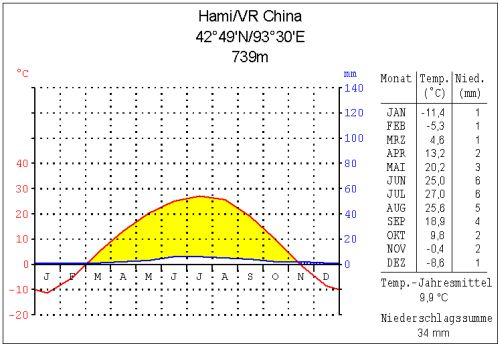
Klimadiagramm Hami
(Am Nordrand der Gaxun-Gobi)

Die Gobi ist eine Wüste mit Kontinentalklima. In ihrem größten Teil, in der Mongolischen Gobi im Osten, herrscht ein Kaltes Steppenklima. Das geht westlich vom 110. Längengrad, ab in etwa der Ordos Shamo, in ein Kaltes Wüstenklima über. Weiter in Richtung Westen, ab dem 106. Längengrad, mit Beginn der Alashan Shamo nimmt die Höhe ab, es gibt kaum noch Vegetation und Sanddünen treten auf.
Die Gobi ist nicht die trockenste Wüste, aber diejenige mit den größten Temperaturunterschieden. Im Winter fallen die Temperaturen oft auf bis zu −30 °C und manchmal sogar bis auf −40 °C. Im Sommer erreichen die Temperaturen oft 35 °C im Schatten und Steinoberflächen erhitzen sich bis auf 65 °C oder mehr. Die Nächte sind allerdings immer kalt, während tagsüber die Mitteltemperaturen bei 20 bis 25 °C liegen.
Im Winter und Frühling kann es zu leichten Schneefällen kommen, die den Boden aber nur selten mit wenigen Zentimetern bedecken. Der Sommer ist die Regenzeit mit wenigen, aber oft sintflutartigen Regenfällen. Die Niederschläge erreichen höchstens 390 mm/a in der Ost-Gobi und nehmen nach Westen hin ab. Die Gaxun-Gobi ist der trockenste Bereich mit Niederschlagshöhen von annähernd nur 20 mm/a.

## Benennung

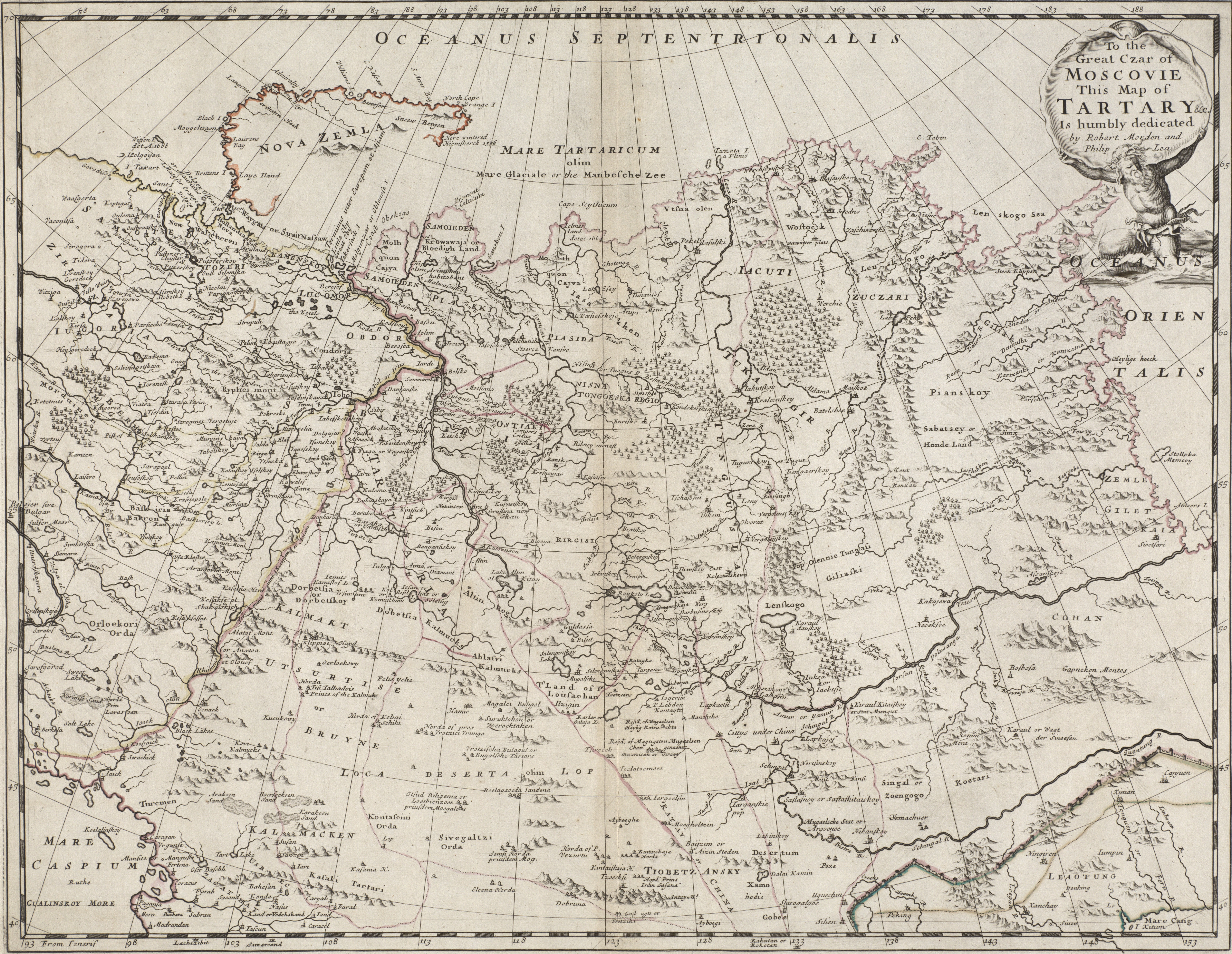
Die vermutlich erste schriftliche Verwendung des Wortes Gobi findet sich in der Karte von Robert Morden von 1695. Dort heißt es: Desertum Xamo hodie Gobee (Wüste Shamo heute Gobi).

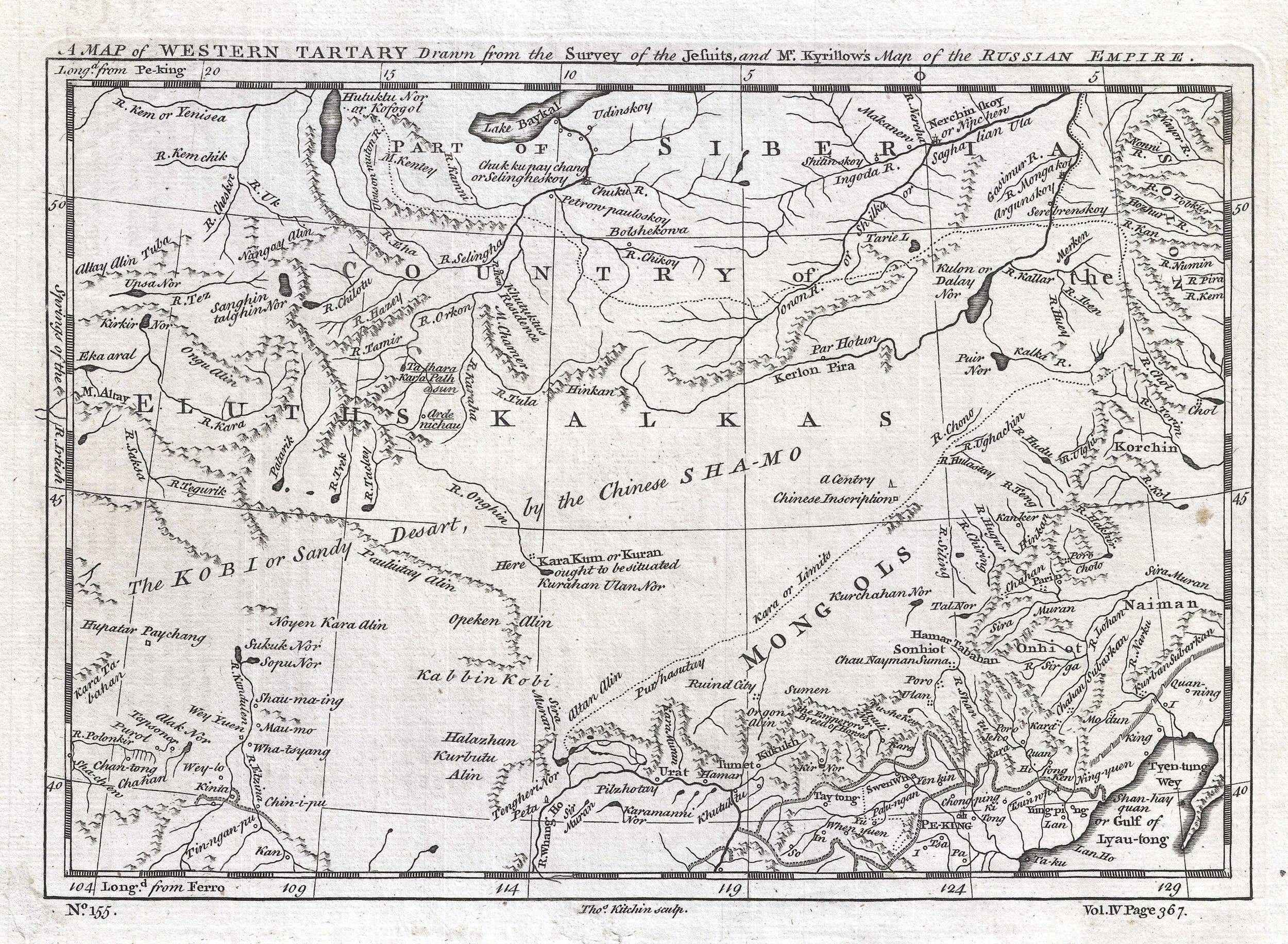
Im Zentrum dieser Karte von 1747 steht zu lesen: The KOBI or Sandy Desert, by the Chinese SHA-MO (d. h.: Die Gobi oder Sandwüste, von den Chinesen Shamo genannt.)

Die Bezeichnung Gobi wird mehrdeutig verwendet. Sie steht zum einen für das geographische Objekt Wüste Gobi, das heißt für ein konkretes Trockengebiet in Zentralasien, das eine irgendwie definierte Begrenzung hat und den Namen Gobi trägt. Zum anderen wird das Wort Gobi auch als geomorphologisches Synonym für Steinwüste benutzt, die ein beherrschendes Landschaftselement in der Wüste Gobi darstellt. Die zeitgenössische Geographie unterscheidet dabei in der Wüste Gobi neben Gobi für die steinigen Landschaften auch noch Shamo für die sandigen Landschaften.
Ursprünglich erhielten die innerasiatischen Wüsten ihre Namen durch die lokalen Minderheiten. In China wurden diese Bezeichnungen später aus den lokalen Sprachen in die chinesische Schrift transliteriert, oft unter Veränderung ihrer Bedeutung. Der chinesisch-mongolische Wüstengürtel war für frühe europäische Handelsreisende völlig unüberschaubar und schier endlos. Um von Vorderasien nach China zu gelangen, nahm die schwierige und gefahrvolle Durchquerung der sandigen Ebenen und kahlen Berge der „großen Wüste“, wie sie im 13. Jahrhundert von Marco Polo bezeichnet wurde, an ihrer schmalsten Stelle einen ganzen Monat in Anspruch. Die Mongolen nannten die Wüste Govi oder Kébé, was „wasserloser Ort“ bedeutete und der modernen Definition von Wüste nahekommt. Im 17. Jahrhundert fand die Bezeichnung Gobee A1 erstmals in europäischen Landkarten Erwähnung. Gleichzeitig, so nahmen es die Europäer wahr und notierten es in ihren Landkarten, wurde in China die Wüste Gobi auch als Sha-mo (沙漠) bezeichnet, was eigentlich Sandwüste bedeutet.
Allerdings wurde und wird in China und der Mongolei die Wüste Gobi stärker geographisch und geomorphologisch nach Teilwüsten differenziert und es werden gegebenenfalls andere Bezeichnungen benutzt. So wird, wenn es um die geomorphologische Einteilung geht, von gobi nur dann gesprochen, wenn mehr als 50 % der Fläche von losem unsortiertem Geröll und Kies mit 4 bis 64 mm Durchmesser bedeckt sind. Ein Beispiel für eine solche regionale geomorphologische Einheit ist die Junggar Gobi (准噶尔戈壁) am nordwestlichen Extrem der Wüste Gobi in China. Etwa 43,5 % aller chinesischen Wüstenflächen sind nach dieser Definition Gobi-Wüsten, also sinngemäß Steinwüsten.
Die Junggar Gobi ist gleichzeitig ein Beispiel dafür, dass auch heute noch historisch bedingt verschiedene Namen in uneinheitlicher Schreibweise für dasselbe Gebiet verwendet werden. Sie ist auch bekannt als Gurbantünggüt-, Gurban Tunggut-, Dsungarische- oder Dzoosotoyn-Elisen-Wüste. A2
Handelt es sich um vom Wind angewehten Sand, der ausgedehnte Flächen oder kleine Dünen bildet, dann wird in China von shazhi huangmo (沙质荒漠 „Sandland“) gesprochen, wie zum Beispiel Hunshandake Shazhi Huangmo (浑善达克沙地, englisch „Hunshandake Sandy Land“, deutsch „Hunshandake-Sandland“) am östlichen Extrem der Wüste Gobi in China. 45,3 % aller chinesischen Wüstenflächen sind solche Sandwüsten. In der Mongolei heißen die Sandwüsten Els, wie z. B. das Dünenfeld Khongoryn Els.
Die verbleibenden Trockengebiete sind Steppen mit semistabilen oder stabilen Dünen und Sandflächen die in China mit shadi (沙堤) bzw. Sandland bezeichnet werden, wie zum Beispiel bei Horqin Shadi (科尔沁沙地), ebenfalls am östlichen Extrem der Wüste Gobi gelegen. 11,2 % aller chinesischen Wüstenflächen sind Steppen.

## Funde
In der Gobi wurden viele bedeutende Fossilien, darunter auch Versteinerungen, aus unterschiedlichen geologischen Epochen gefunden. Die meisten Funde von Sauriereiern und ganzen Nestern stammen von hier. In vergangenen Abschnitten der Erdgeschichte herrschten andere klimatische Verhältnisse mit üppiger Vegetation, die entsprechend gute Lebensbedingungen für Saurier boten.

## Geschichte
Die Gobi ist in der Geschichte vor allem als Teil des Mongolischen Reichs bekannt. Außerdem liegen einige wichtige Handelsstädte der Seidenstraße am Südrand der Gobi.

## Ökologie
In der Wüste Gobi und den umliegenden Regionen sind zahlreiche Tierarten anzutreffen, darunter Wölfe, Dschiggetai, Kropfgazelle, Gerbil und Steppeniltis. Es gibt auch noch einige Schneeleoparden.
Die Wüste beherbergt einige an Trockenheit angepasste Sträucher und Gräser. Das Gebiet ist allerdings gegen Beweidung und Fahrzeuge sehr anfällig. Menschliche Einflüsse sind vor allem im östlichen Teil größer, wo auch mehr Regen fällt und sich Viehhaltung lohnt. In der Mongolei wurde das Grasland in letzter Zeit durch den größeren Anteil von Ziegen in den Viehherden zurückgedrängt. Die Ziegen liefern wertvolle Kaschmirwolle, reißen aber im Gegensatz zu Schafen das Gras mit der Wurzel aus. Die qualitativ hochwertige Kaschmirwolle ist ein Hauptexportgut der Mongolei und wird fast zu 100 % von großen chinesischen Textilunternehmen abgenommen. Da diese Produktionssteigerung nicht nachhaltig vorangetrieben wurde, gilt das Ökosystem als extrem gefährdet. Seit die Viehherden in den 1990er Jahren privatisiert wurden, gibt es auch die staatliche Kontrolle der Weideflächen nicht mehr.
In der Volksrepublik China stellt Desertifikation ebenfalls ein gravierendes Problem dar, nicht zuletzt, da es in Form von Sandstürmen auch dichter besiedelte Gebiete wie Peking betrifft. In der Inneren Mongolei versucht man, gegen die Überweidung durch großflächige Absperrungen von Weideland und Umsiedlungen vorzugehen. Außerdem werden vor allem entlang von Verkehrslinien breite Schutzpflanzungen (Chinas Grüne Mauer) angelegt, um die Auswirkungen von Sandstürmen zu begrenzen.

## Bilder

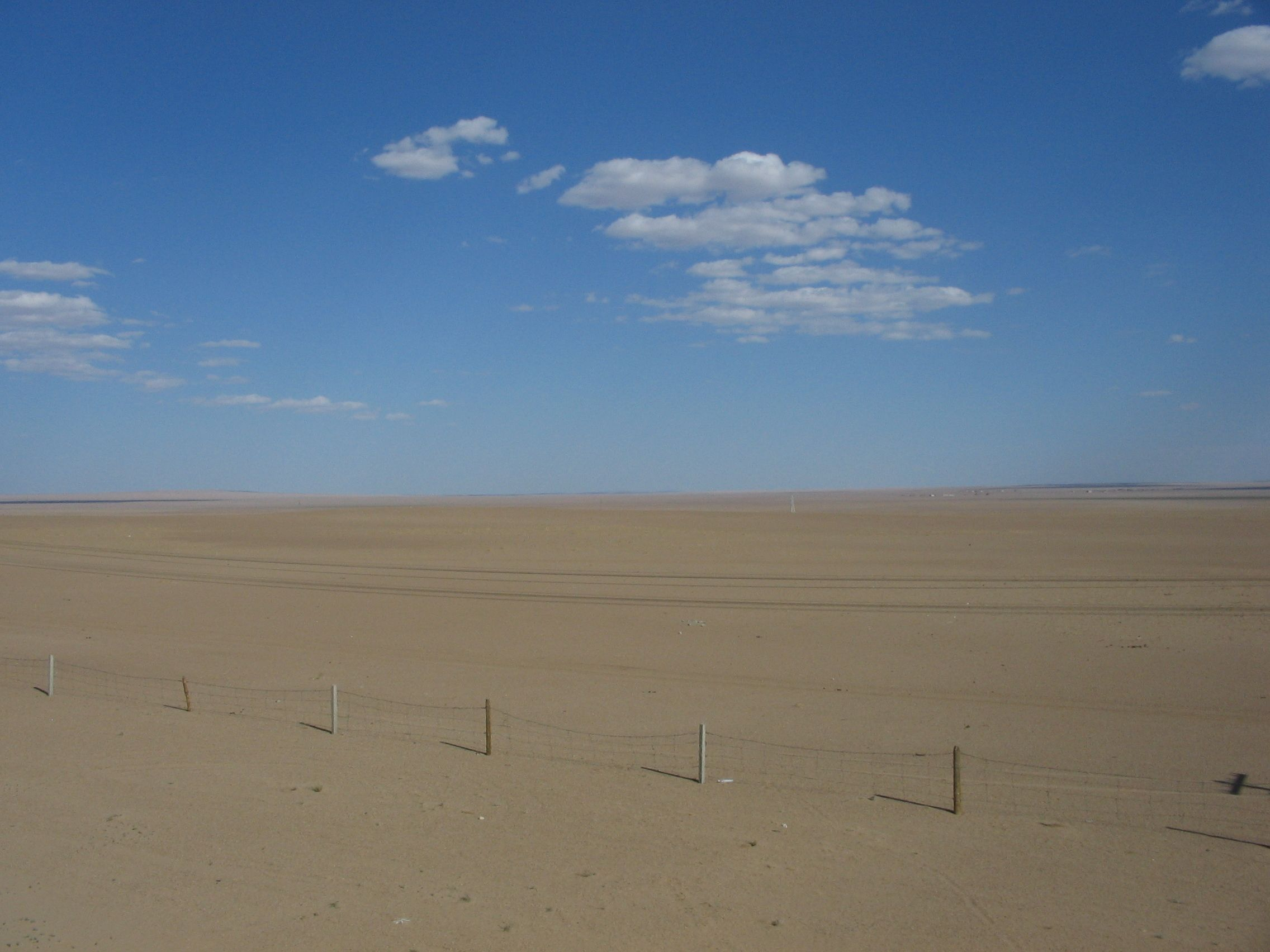
Bis zum Horizont erstrecken sich die Ebenen der Gobi
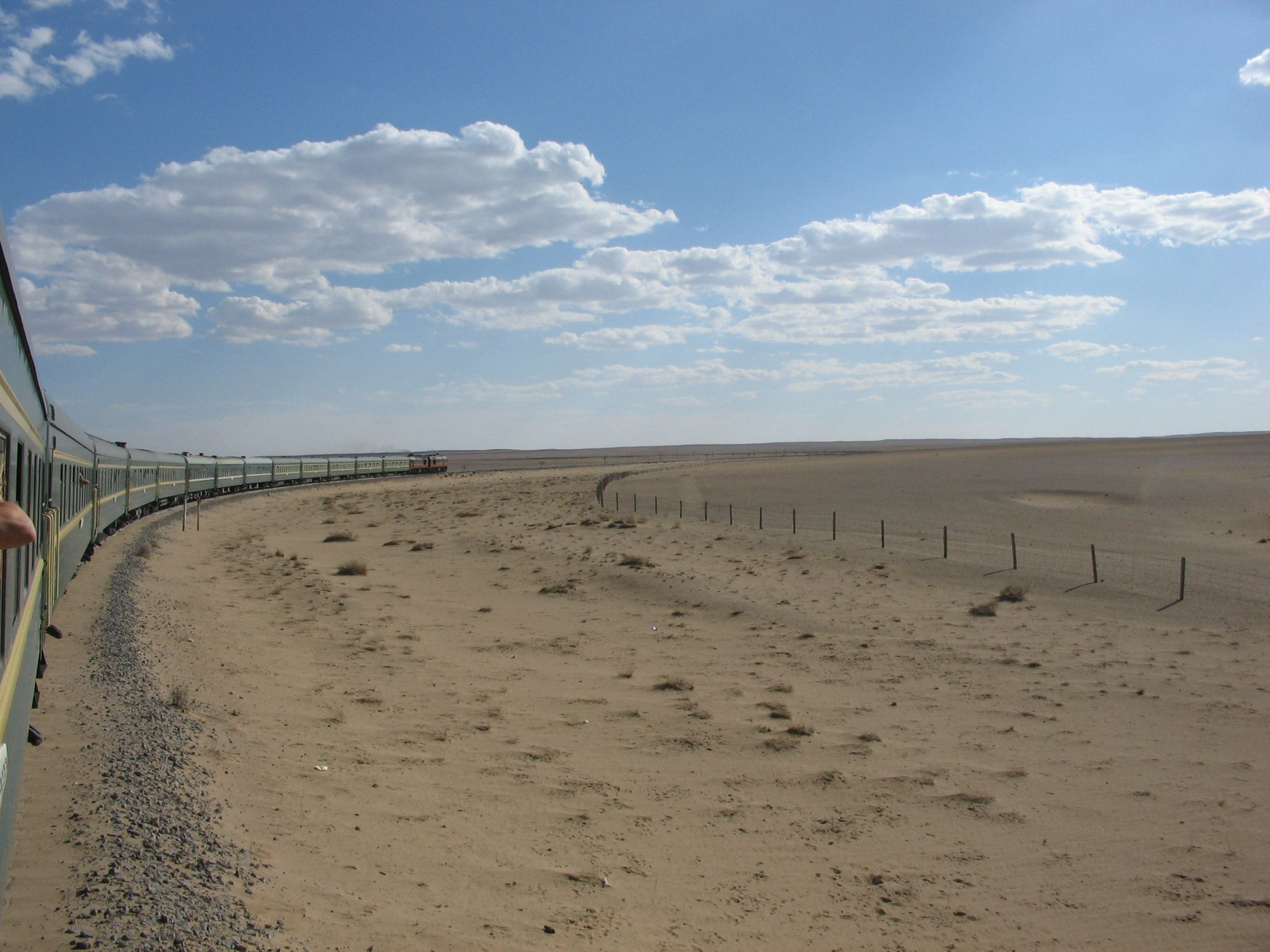
Die Transmongolische Eisenbahn fährt durch die Gobi
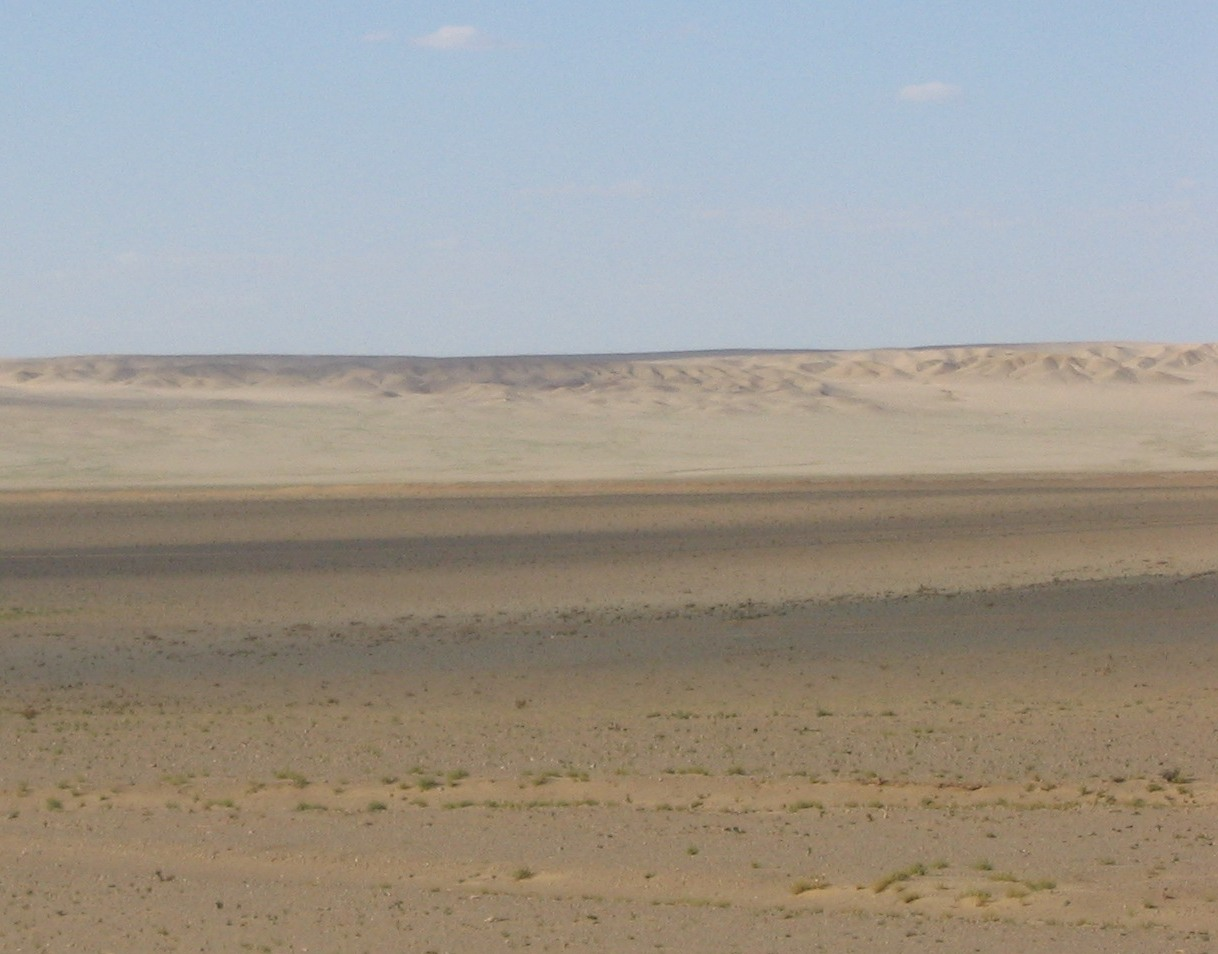
Sanddünen in der Gobi
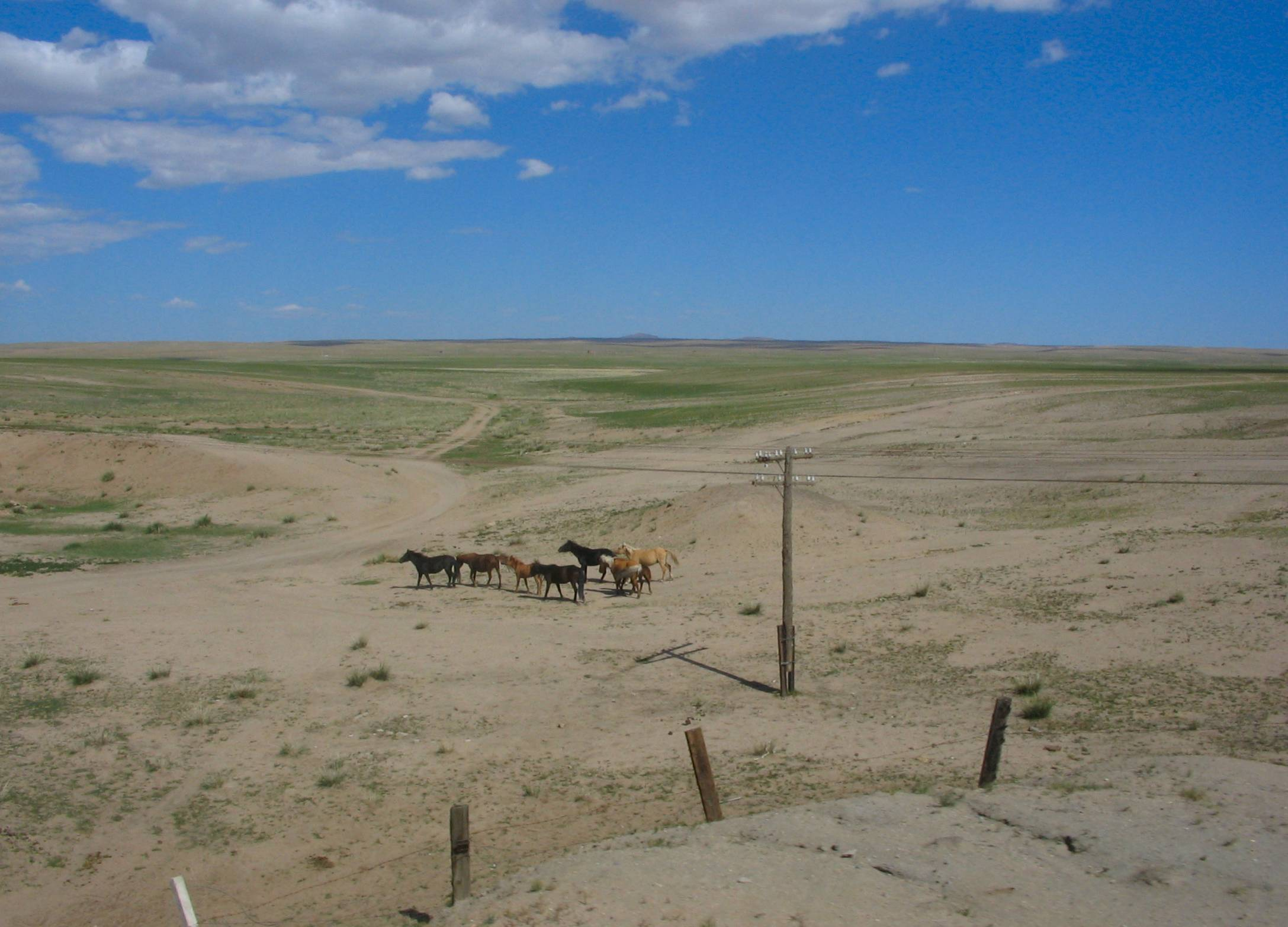
Pferde am Nordrand der Gobi
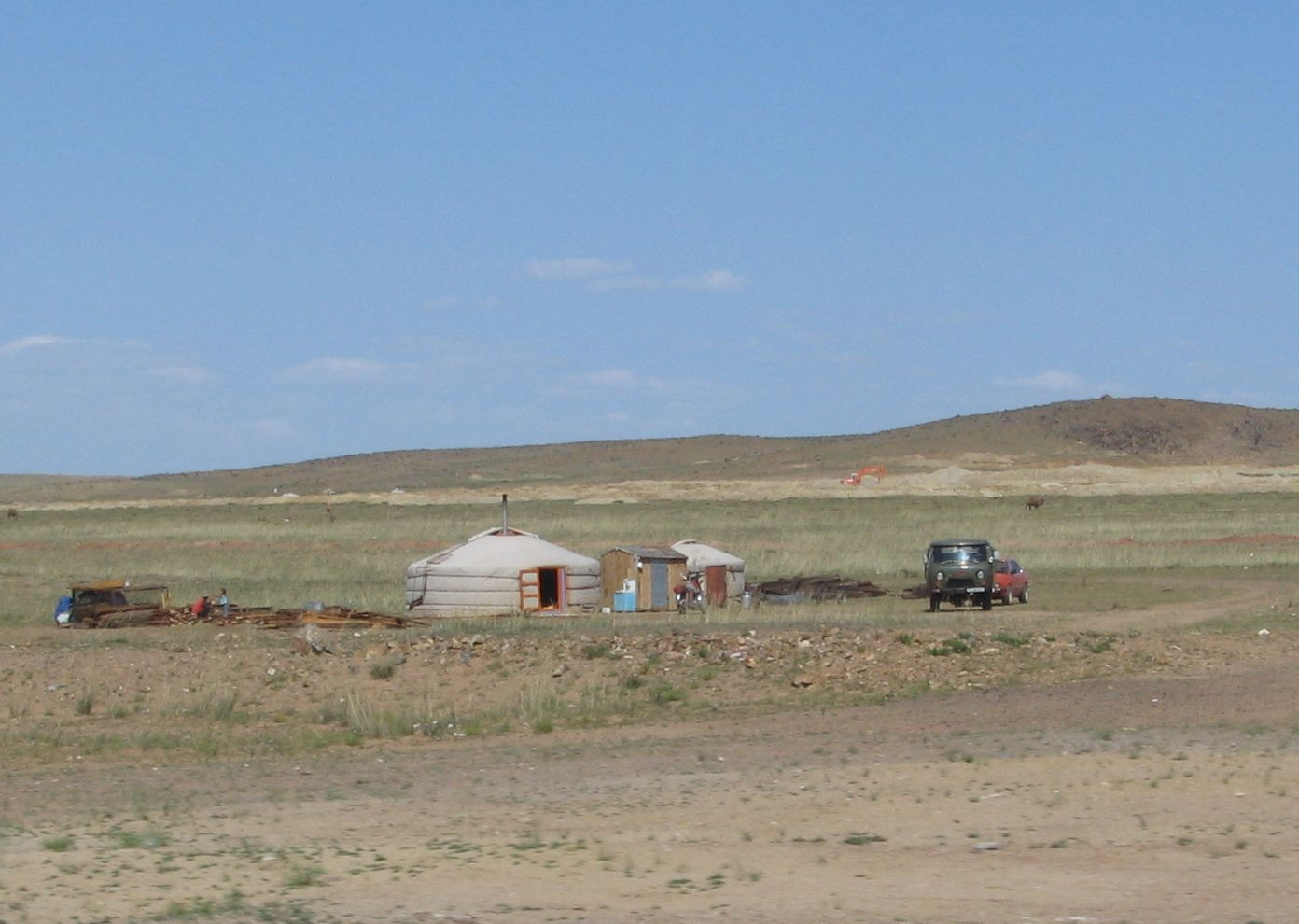
Jurte in der Gobi
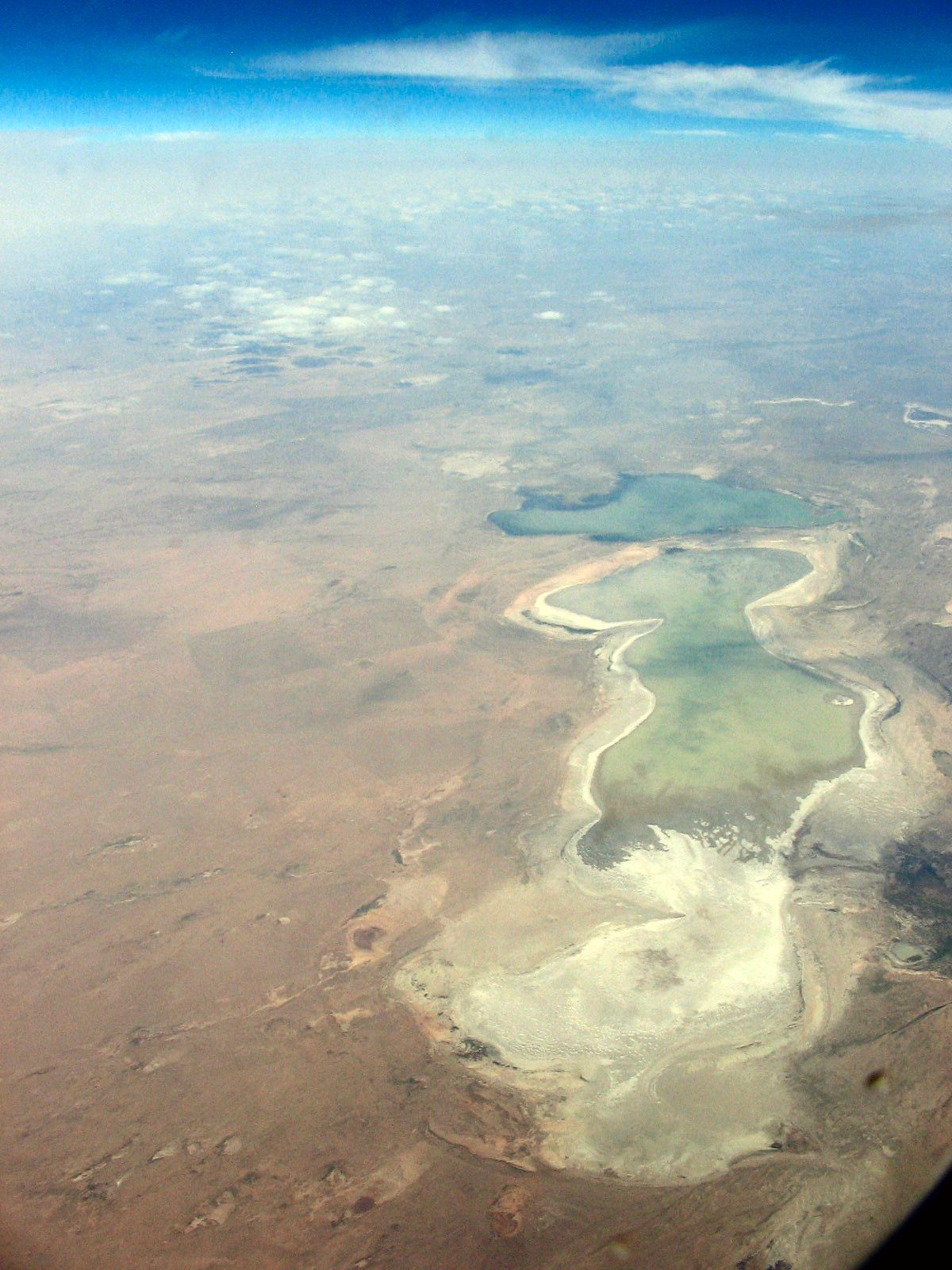
Salzsee in der Gobi
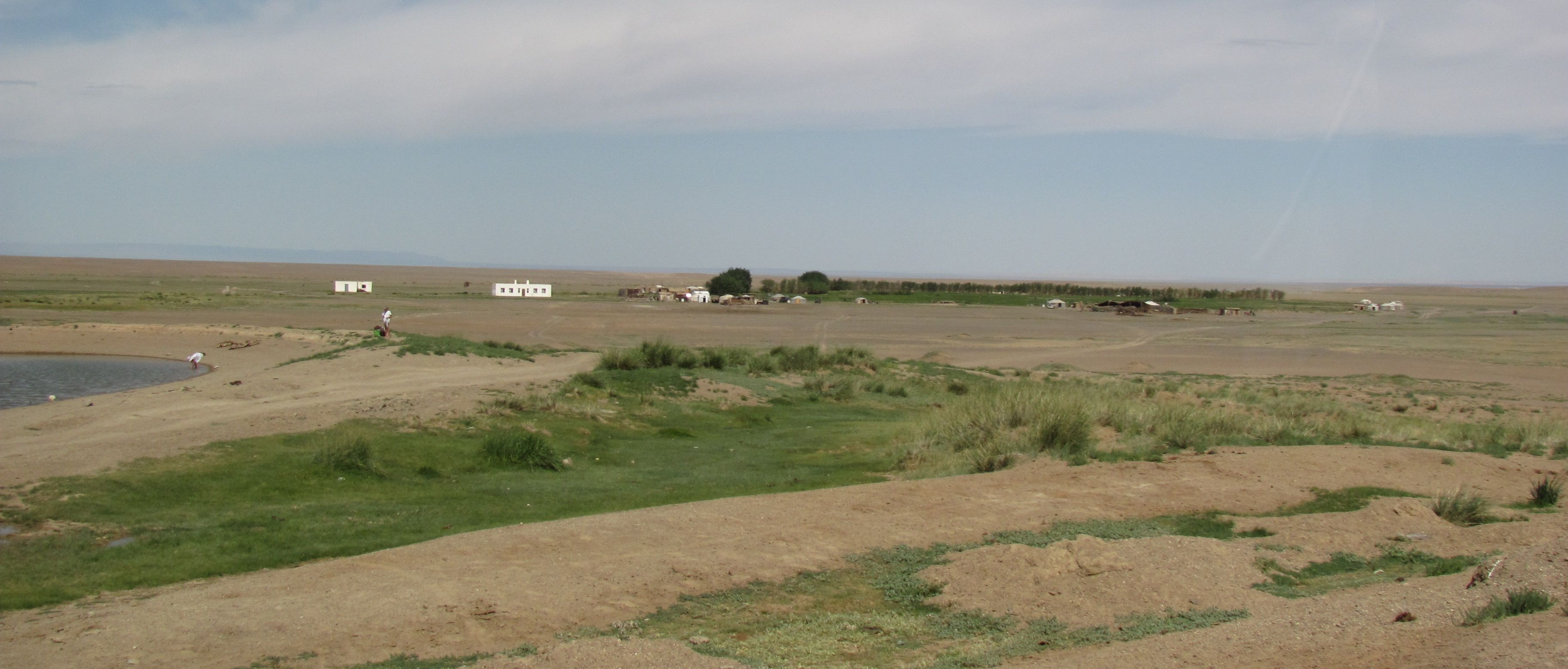
Oase Dal, Ömnögov-Aimag, Mongolei
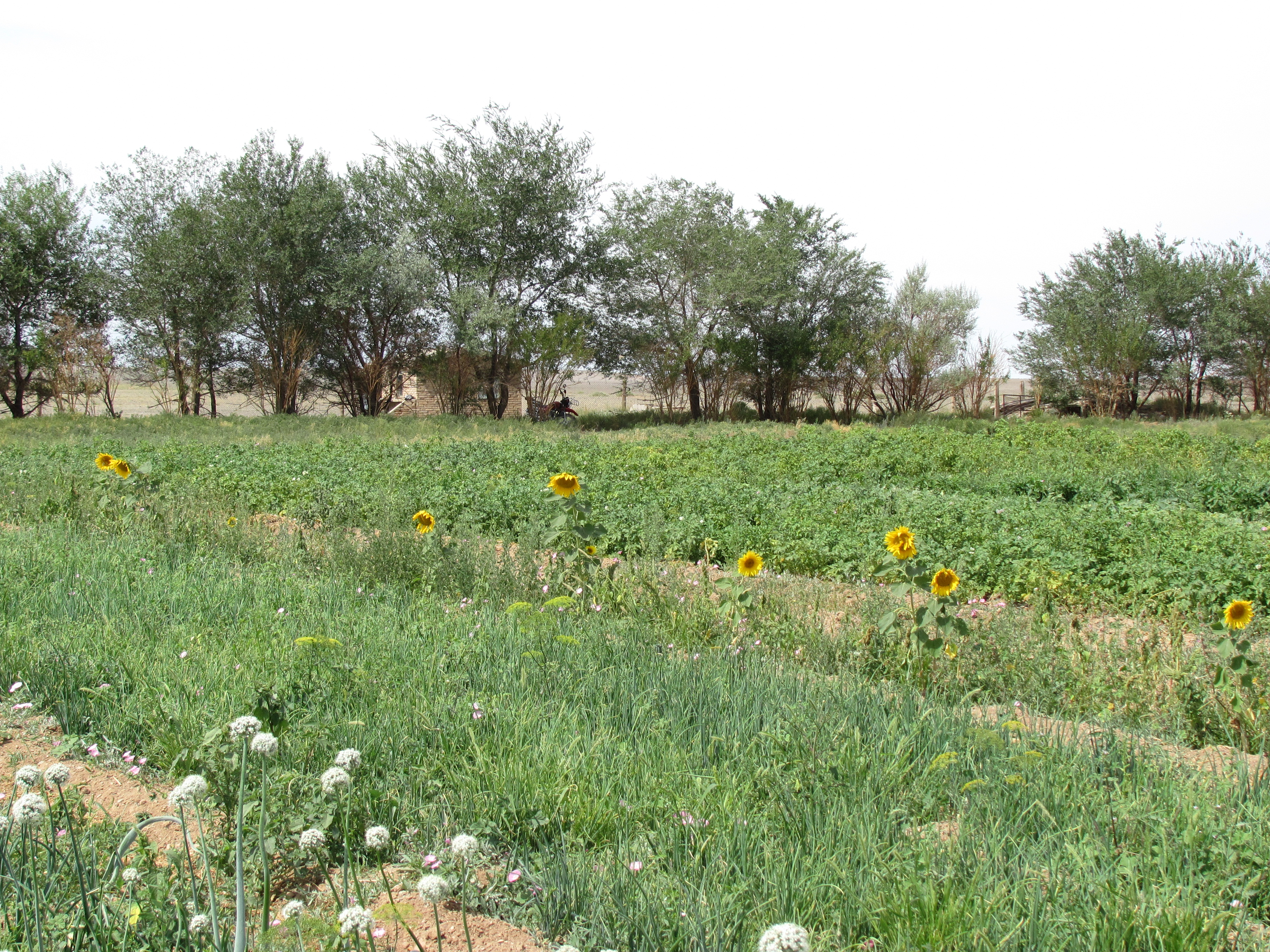
Gemüseanbau in der Oase Dal, Mongolei
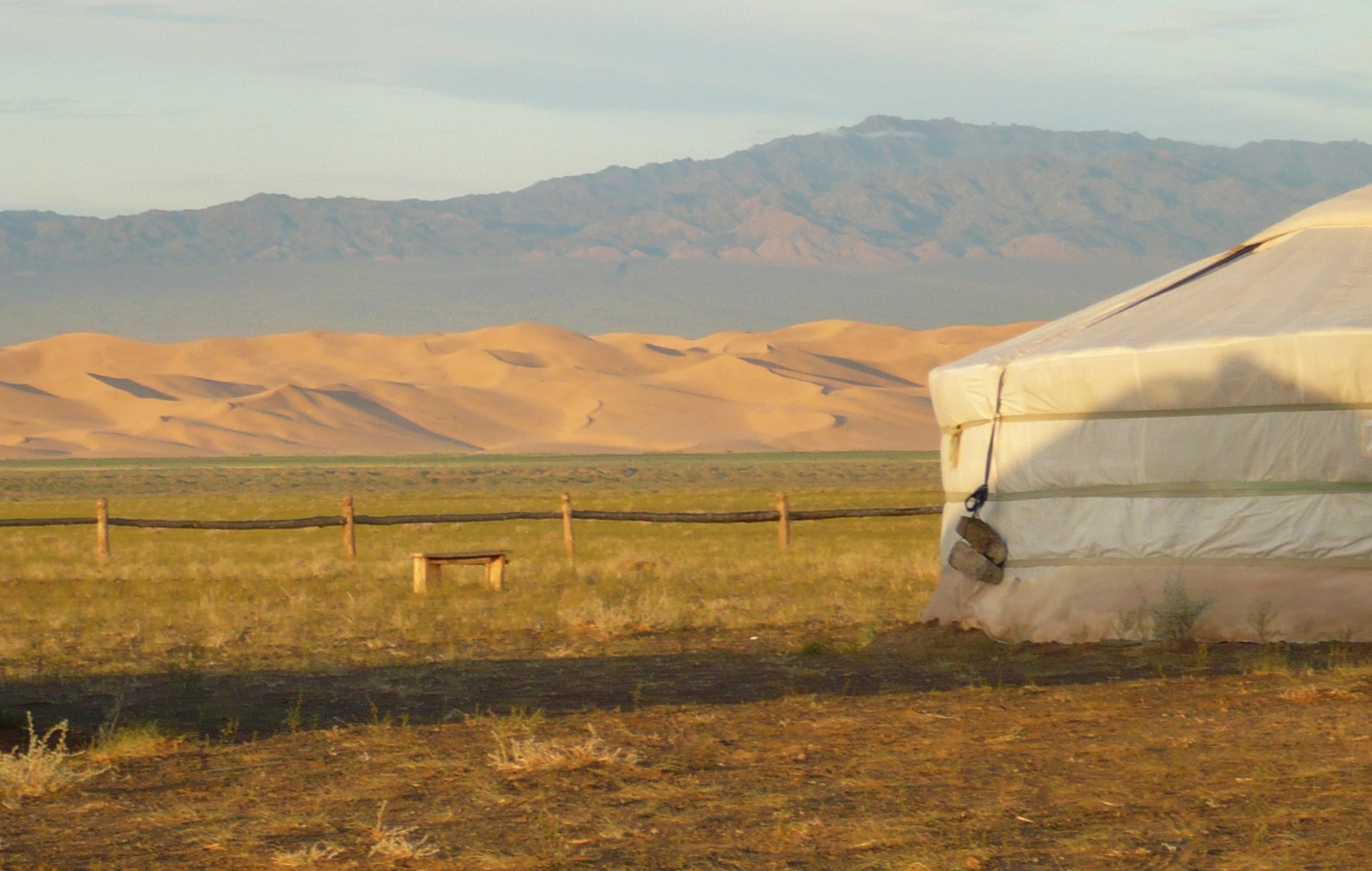
Sanddünen Khongoriin Els (хонгорийн элс) in der Gobi
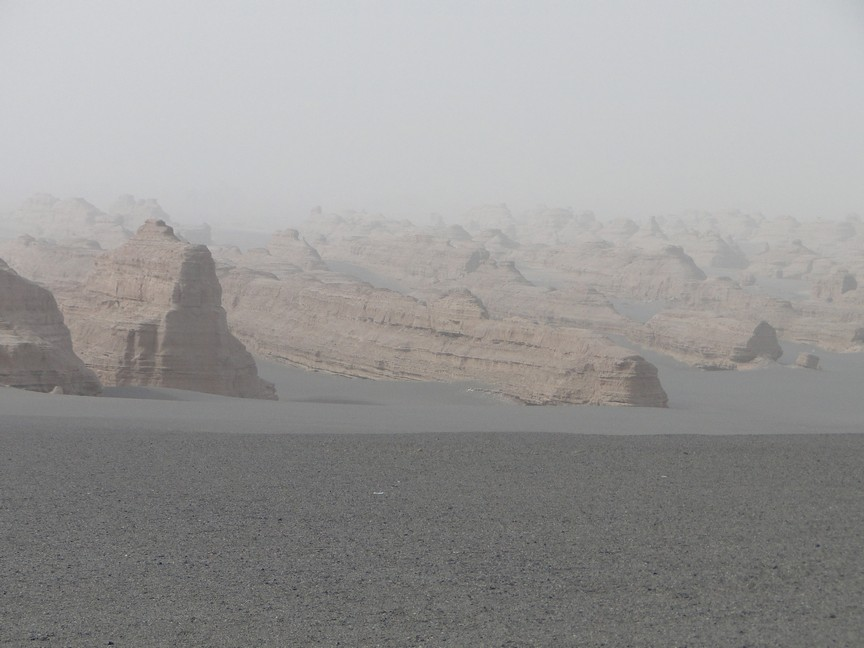
Gobi in der Nähe von Dunhuang
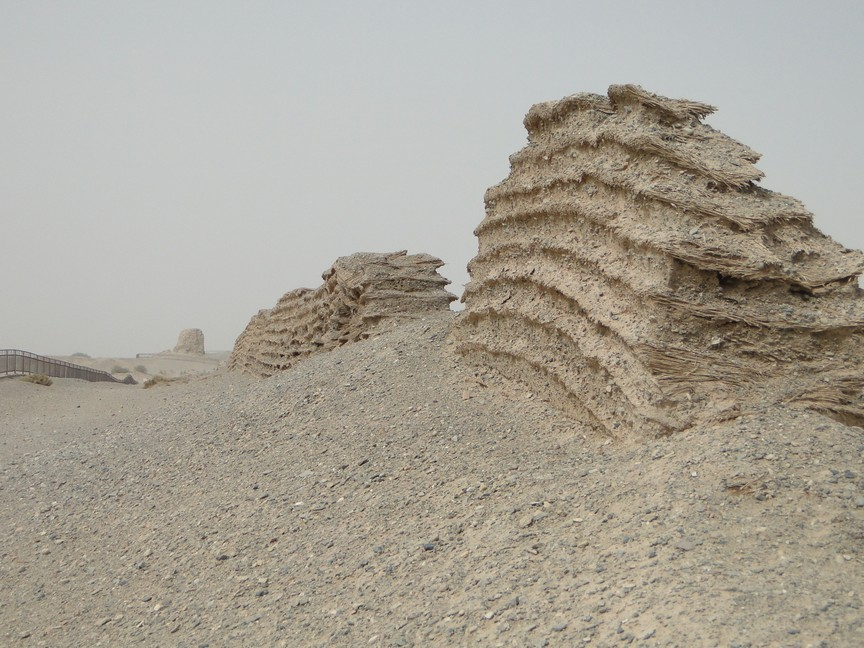
Reste der chinesischen Mauer in der Gobi

## Dokumentarfilm
- Fernsehfilm Söhne der Wüste Teil 2: Durch die Gobi und Taklamakan. Dokumentation von Bernd Liebner und Cheng Wie, 2002 (mit Filmaufnahmen des Kameramannes Paul Lieberenz von der Chinesisch-Schwedischen Expedition). Auch als DVD: Verlag Komplett-Media, 2003, ISBN 3-8312-8811-9